# Helicteres cuneata
Helicteres cuneata är en malvaväxtart som beskrevs av K. Schum. Helicteres cuneata ingår i släktet Helicteres och familjen malvaväxter. Inga underarter finns listade i Catalogue of Life.